# Бени, Хайнц
Ха́йнц Бени (нем. Heinz Bäni; 18 ноября 1936, Арау — 10 марта 2014) — швейцарский футболист, игравший на позиции полузащитника. Участник чемпионата мира 1966 года.

## Биография

### Клубная карьера
Бени начинал карьеру в клубе «Арау». В 1956 году перешёл в «Грассхоппер», за который играл в течение шести сезонов, сыграв в швейцарской Суперлиге 129 матчей и забил 3 гола. Затем он играл вернулся в «Арау», за который играл в течение одного сезона. В 1964 году перешёл в «Цюрих», в составе которого выиграл чемпионский титул и Кубок Швейцарии в 1966 году. Всего за «Цюрих» сыграл в Суперлиге 54 матча и забил 2 гола.
В 1966 году перешёл в «Ла-Шо-де-Фон», за который сыграл 20 матчей и не забил ни одного гола. Затем он играл за «Янг Феллоуз Ювентус» и «Цофинген», в котором некоторое время был играющим тренером.

### Карьера в сборной
Дебютировал за сборную Швейцарии 26 мая 1958 года в товарищеском матче со сборной Бельгии — Швейцария проиграла со счётом 0:2.
В составе сборной Швейцарии играл на чемпионате мира 1966 года, где сыграл во всех трёх матчах группового этапа со сборными ФРГ (0:5), Испании (1:2) и Аргентины (0:2). Всего за сборную Швейцарии сыграл 14 матчей и не отметился забитыми мячами.

### Смерть
Скончался 10 марта 2014 года в возрасте 77 лет.

## Достижения
«Цюрих»
- Чемпион Швейцарии (1): 1965/66
- Обладатель Кубка Швейцарии (1): 1965/66